# Edward Teller
Edward Teller (15 tháng 1 năm 1908 – 9 tháng 11 năm 2003) là một nhà vật lý lý thuyết người Mỹ gốc Hungary. Ông nổi tiếng vì được mệnh danh là cha đẻ của bom khinh khí và là một trong những người đã tạo ra Bản thiết kế bom nhiệt hạch đầu tiên Teller-Ulam. Teller được biết đến nhờ tài năng xuất chúng trong khoa học và tính cách dễ thay đổi và khó có mối quan hệ với người khác.
Sinh ra ở Hungary vào năm 1908, Teller di cư đến Hoa Kỳ vào những năm 1930, một trong nhiều người được gọi là "Người sao Hỏa", một nhóm gồm các nhà khoa học nổi tiếng người Hungary di cư. Ông đã có nhiều đóng góp cho vật lý hạt nhân và phân tử, quang phổ học (đặc biệt là hiệu ứng Jahn–Teller và Renner–Teller ) và vật lý bề mặt. Sự mở rộng của ông về lý thuyết phân rã beta của Enrico Fermi, dưới dạng các chuyển tiếp Gamow–Teller, đã tạo ra một bước đệm quan trọng cho ứng dụng của nó, trong khi hiệu ứng Jahn–Teller và lý thuyết Brunauer–Emmett–Teller (BET) vẫn còn là trụ cột trong vật lý và hóa học.
Teller đã có những đóng góp cho lý thuyết Thomas–Fermi, tiền thân của lý thuyết hàm mật độ, một công cụ hiện đại tiêu chuẩn trong việc xử lý cơ học lượng tử của các phân tử phức tạp. Năm 1953, cùng với Nicholas Metropolis, Arianna Rosenbluth, Marshall Rosenbluth và Augusta Telle , Teller là đồng tác giả của một bài báo là điểm khởi đầu tiêu chuẩn cho việc áp dụng phương pháp Monte Carlo vào cơ học thống kê và chuỗi Markov của Monte Carlo trong thống kê Bayes. Teller là thành viên của Dự án Manhattan, là dự án phát triển quả bom nguyên tử đầu tiên. Ông cũng đã thực hiện nỗ lực nghiêm túc để phát triển loại vũ khí dựa trên phản ứng hợp hạch, nhưng loại vũ khí như vậy chỉ ra đời sau khi chiến tranh thế giới 2 kết thúc. Teller là người đồng sáng lập Phòng thí nghiệm quốc gia Lawrence Livermore và là giám đốc của Viện World War II. Sau lời khai tiêu cực gây tranh cãi của ông trong phiên điều trần an ninh về J. Robert Oppenheimer, cấp trên của ông tại Phòng thí nghiệm Los Alamos, cộng đồng khoa học đã tẩy chay Teller.
Teller tiếp tục nhận được sự hỗ trợ từ chính phủ Hoa Kỳ và các cơ sở nghiên cứu quân sự vì sự ủng hộ của ông đối với việc phát triển kho vũ khí hạt nhân mạnh mẽ và chương trình thử nghiệm hạt nhân. Trong những năm cuối đời, ông ủng hộ các giải pháp công nghệ gây tranh cãi cho các vấn đề quân sự và dân sự, bao gồm kế hoạch tạo ra một bến cảng nhân tạo ở Alaska bằng cách sử dụng bom nhiệt hạch trong Dự án Chariot và Sáng kiến Phòng thủ Chiến lược của Ronald Reagan. Teller là người nhận được Giải thưởng Enrico Fermi và Giải thưởng Albert Einstein . Ông qua đời vào ngày 9 tháng 9 năm 2003 tại Stanford, California, thọ 95 tuổi.

## Bibliography
- Our Nuclear Future; Facts, Dangers, and Opportunities (1958), with Albert L. Latter as co-author[3]
- Basic Concepts of Physics (1960)
- The Legacy of Hiroshima (1962), with Allen Brown[4][5]
- The Constructive Uses of Nuclear Explosions (1968)
- Energy from Heaven and Earth (1979)
- The Pursuit of Simplicity (1980)
- Better a Shield Than a Sword: Perspectives on Defense and Technology (1987)[6]
- Conversations on the Dark Secrets of Physics (1991), with Wendy Teller and Wilson Talley ISBN 978-0306437724[7][8]
- Memoirs: A Twentieth-Century Journey in Science and Politics. Cambridge, MA: Perseus Publishing. 2001 – qua Internet Archive., with Judith Shoolery[9]

### Citations
1. ↑  Goodchild 2004, tr. 36.
2. ↑  Metropolis, Nicholas; Rosenbluth, Arianna W.; Rosenbluth, Marshall N.; Teller, Augusta H.; Teller, Edward (1953). "Equation of State Calculations by Fast Computing Machines". Journal of Chemical Physics. Quyển 21 số 6. tr. 1087–1092. Bibcode:1953JChPh..21.1087M. doi:10.1063/1.1699114. OSTI 4390578. S2CID 1046577.
3. ↑  Selove, Walter (1958). "Review of Our Nuclear Future: Facts, dangers and opportunities by Edward Teller and Albert L. Latter". Science. Quyển 127 số 3305. tr. 1042. doi:10.1126/science.127.3305.1042.b. S2CID 239881549.
4. ↑  Frisch, David (1962). "Review of The Legacy of Hiroshima by Edward Teller and Allen Brown". Physics Today. Quyển 15 số 7. tr. 50–51. Bibcode:1962PhT....15g..50T. doi:10.1063/1.3058270.
5. ↑  "Mini-review of The Legacy of Hiroshima by Edward Teller and Allen Brown". Naval War College Review. Quyển 15 số 6. tháng 9 năm 1962. tr. 40.
6. ↑  Bernstein, Barton J. (1990). "Reviewed work: Better a Shield Than a Sword: Perspectives on Defense and Technology by Edward Teller". Technology and Culture. Quyển 31 số 4. tr. 846–861. doi:10.2307/3105912. JSTOR 3105912. S2CID 115370103.
7. ↑  "Review of Conversations on the Dark Secrets of Physics by Edward Teller with Wendy Teller and Wilson Talley". Publishers Weekly. ngày 1 tháng 1 năm 2000.
8. ↑  Borcherds, P. (2003). "Review of Conversations on the Dark Secrets of Physics by Edward Teller with Wendy Teller and Wilson Talley". European Journal of Physics. Quyển 24 số 4. tr. 495–496. doi:10.1088/0143-0807/24/4/702. S2CID 250893374.
9. ↑  Dyson, Freeman J. (2002). "Review of Memoirs: A Twentieth-Century Journey in Science and Politics by Edward Teller with Judith Shoolery". American Journal of Physics. Quyển 70 số 4. tr. 462–463. Bibcode:2002AmJPh..70..462T. doi:10.1119/1.1456079.

### Sources
- Blumberg, Stanley; Panos, Louis (1990). Edward Teller: Giant of The Golden Age of Physics. New York: Macmillan Publishing Company. ISBN 0684190427.
- Broad, William J. (1992). Teller's War: The Top-Secret Story Behind the Star Wars Deception. New York: Simon & Schuster. ISBN 0671701061.
- Brown, Gerald E.; Lee, Sabine (2009). Hans Albrecht Bethe (PDF). Biographical Memoirs. Washington, D.C.: National Academy of Sciences.
- Cohen, Avner (1998). Israel and the bomb. New York: Columbia University Press. ISBN 978-0231104838.
- Dash, Joan (1973). A Life of One's Own: Three Gifted Women and the Men They Married. New York: Harper & Row. ISBN 978-0060109493. OCLC 606211.
- Goncharov, German (2005). "The Extraordinarily Beautiful Physical Principle of Thermonuclear Charge Design (on the occasion of the 50th anniversary of the test of RDS-37 – the first Soviet two-stage thermonuclear charge". Physics-Uspekhi. Quyển 48 số 11. tr. 1187–1196. Bibcode:2005PhyU...48.1187G. doi:10.1070/PU2005v048n11ABEH005839. S2CID 250820514. Russian text (free download)
- Goodchild, Peter (2004). Edward Teller: The Real Dr. Strangelove. Cambridge, Massachusetts: Harvard University Press. ISBN 978-0674016699.
- Gorelik, Gennady (2009). "The Paternity of the H-Bombs: Soviet-American Perspectives". Physics in Perspective. Quyển 11 số 2. tr. 169–197. Bibcode:2009PhP....11..169G. doi:10.1007/s00016-007-0377-8. S2CID 120853984.
- Herken, Gregg (2002). Brotherhood of the Bomb: The Tangled Lives and Loyalties of Robert Oppenheimer, Ernest Lawrence, and Edward Teller. New York: Henry Holt and Company. ISBN 0805065881.
- Hoddeson, Lillian; Henriksen, Paul W.; Meade, Roger A.; Westfall, Catherine L. (1993). Critical Assembly: A Technical History of Los Alamos During the Oppenheimer Years, 1943–1945. New York: Cambridge University Press. ISBN 0521441323. OCLC 26764320.
- Karpin, Michael (2005). The Bomb in the Basement. New York: Simon & Schuster. ISBN 0743265955.
- O'Neill, Dan (1994). The Firecracker Boys. New York: St. Martin's Press. ISBN 0312110863.
- Rhodes, Richard (1986). The Making of the Atomic Bomb. London: Simon & Schuster. ISBN 0671441337.
- Rhodes, Richard (1995). Dark Sun: The Making of the Hydrogen Bomb. New York: Simon and Schuster. ISBN 068480400X.
- Teller, Edward; Shoolery, Judith L. (2001). Memoirs: A Twentieth-Century Journey in Science and Politics. Cambridge, Massachusetts: Perseus Publishing. ISBN 073820532X.
- Thorpe, Charles (2006). Oppenheimer: The Tragic Intellect. University of Chicago Press. ISBN 0226798453.
- Ulam, S. M (1983). Adventures of a Mathematician. New York: Charles Scribner's Sons. ISBN 978-0684143910. OCLC 1528346.